# Love Spit Love
Love Spit Love a été un groupe de rock américain fondé en 1992 par le chanteur du groupe Psychedelic Furs, Richard Butler, et suspendu de façon indéterminée en 2000. En 1995 ils reprennent How Soon Is Now ? de The Smiths, ce morceau sera utilisé comme générique de la série Charmed.